# Rigodunum

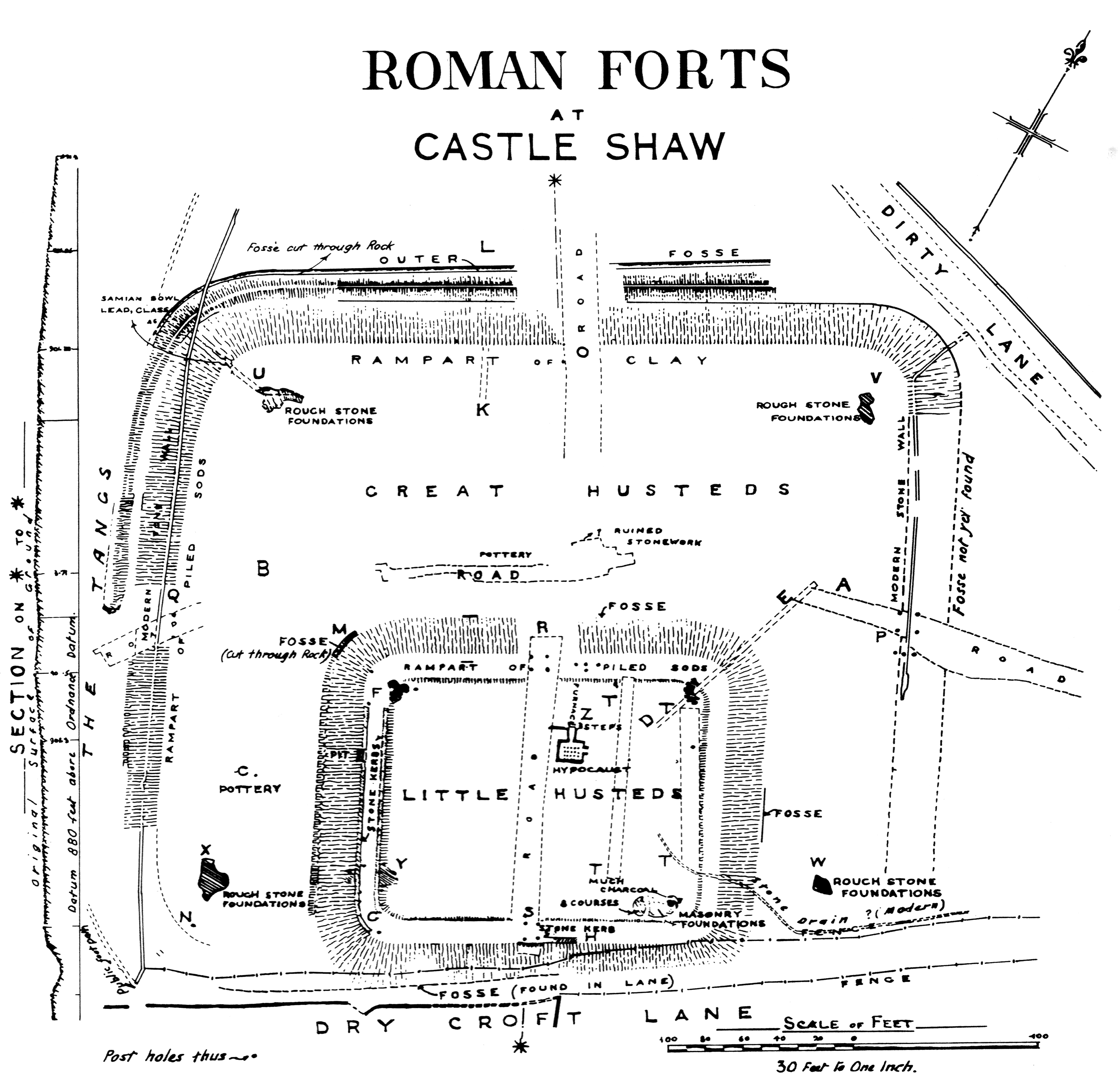
Esquema del fuerte romano de Rigodunum de Francis Bruton en 1908.

Rigodunum (Castleshaw (53°35′1″N 2°0′12″O / 53.58361, -2.00333)) fue un asentamiento de la tribu de los brigantes. El nombre es posiblemente una deformación de Rig Dun, el Fuerte del Rey.

## Historia
Según Ptolomeo, Rigodunum era una de las polis de los brigantes y estaba ubicada en las cercanías de la actual Castleshaw. La ubicación exacta no es conocida y no hay pruebas de que coincidiera con el posterior fuerte romano.
Cuando la última reina de los brigantes y aliada de Roma, Cartimandua, se divorció en 52 de su esposo Venutius, este se alzó en armas contra la reina y sus aliados. Venutius fortificó Rigodunum mientras se hizo fuerte en la fortaleza principal de Stanwick.
Cuando la revuelta fue definitivamente vencida en 71, Rigodunum estaba bajo control directo de los romanos quienes en 79 bajo el gobierno de Gnaeus Julius Agrícola construyeron un fuerte en la zona, al pie del faldeo oriental del monte Standedge dominando el valle de Castleshaw.
La posición fortificada, que ocupaba 1,3 hectáreas, permitía controlar la ruta entre York y Chester en territorio de los cornovii.
A medida que la resistencia britana se alejaba a la frontera norte, el fuerte fue cayendo en desuso, por lo que en el 105 fue reemplazado por una pequeña fortaleza de un tercio de hectárea, con funciones principalmente administrativas y logísticas, y abandonado definitivamente en 120.